# Мерида (муниципалитет)
Ме́рида (исп. Mérida) — муниципалитет в Мексике, штат Юкатан, с административным центром в одноимённом городе. Численность населения, по данным переписи 2010 года, составила 830 732 человека.

## Общие сведения
Название муниципалитета и административного центра было заимствовано у одноимённого города в Испании, откуда были родом некоторые из колонизаторов.
Площадь муниципалитета равна 883 км², что составляет 2,21 % от общей площади штата, а максимальные высоты расположены на 10 метрах над уровнем моря.
Он граничит с другими муниципалитетами Юкатана: на севере с Прогресо, на востоке с Чикшулуб-Пуэбло, Конкалем, Тишпеуалем, Канасином и Тимукуем, на юге с Текохом и Абалой, на западе с Уку и Уманом.

## Учреждение и состав
Муниципалитет был образован в 1918 году, в его состав входит 156 населённых пунктов, самые крупные из которых:

Основные населённые пункты муниципалитета

| Код INEGI                  | Населённый пункт                                                              | Численность населения (2005 год) | Численность населения (2010 год) |
| -------------------------- | ----------------------------------------------------------------------------- | -------------------------------- | -------------------------------- |
| 050                        | Всего                                                                         | 781146                           | 830732                           |
| 0001                       | Мерида (исп. Mérida) 20°58′04″ с. ш. 89°37′18″ з. д. (административный центр) | 734153                           | 777615                           |
| 0075                       | Каусель (исп. Caucel) 21°00′53″ с. ш. 89°42′25″ з. д.                         | 6655                             | 6988                             |
| 0084                       | Чолуль (исп. Cholul) 21°02′35″ с. ш. 89°33′23″ з. д.                          | 5161                             | 5880                             |
| 0093                       | Комчен (исп. Komchén) 21°06′13″ с. ш. 89°39′45″ з. д.                         | 3778                             | 4259                             |
| 0077                       | Чаблекаль (исп. Chablekal) 21°05′46″ с. ш. 89°34′37″ з. д.                    | 3165                             | 3626                             |
| 0111                       | Сан-Хосе-Цаль (исп. San José Tzal) 20°49′27″ с. ш. 89°39′40″ з. д.            | 3092                             | 3543                             |
| 0408                       | Леона-Викарио (исп. Leona Vicario) 20°54′34″ с. ш. 89°36′04″ з. д.            | 1822                             | 2754                             |
| 0095                       | Молас (исп. Molas) 20°48′58″ с. ш. 89°37′54″ з. д.                            | 1859                             | 2014                             |
| 0090                       | Цунункан (исп. Dzununcán) 20°51′57″ с. ш. 89°39′12″ з. д.                     | 1528                             | 1802                             |
| 0121                       | Ситпач (исп. Sitpach) 21°01′36″ с. ш. 89°31′14″ з. д.                         | 1502                             | 1634                             |
| 0088                       | Цитья (исп. Dzityá) 21°02′54″ с. ш. 89°40′41″ з. д.                           | 1496                             | 1602                             |
| 0135                       | Шканатун (исп. Xcanatún) 21°04′34″ с. ш. 89°37′50″ з. д.                      | 1350                             | 1495                             |
| 0116                       | Сан-Педро-Чимай (исп. San Pedro Chimay) 20°51′55″ с. ш. 89°34′46″ з. д.       | 1012                             | 1241                             |
| 0120                       | Сьерра-Папакаль (исп. Sierra Papacal) 21°07′20″ с. ш. 89°43′41″ з. д.         | 986                              | 1108                             |
| 0158                       | Ла-Сейба (исп. La Ceiba) 21°05′29″ с. ш. 89°37′46″ з. д.                      | 1023                             | 990                              |
| —                          | Прочие                                                                        | 12564                            | 14181                            |
| Названия на карте Генштаба |                                                                               |                                  |                                  |

## Языковой и этнический состав
На одном из индейских языков говорят 79 661 человек старше 5 лет, что соответствует 11,5 % от общего числа жителей муниципалитета, из которых 38 338 — мужчины и 41 323 — женщины. Из этого числа, 77 962 человека являются билингвами и говорят также по-испанский, 284 человека — монолингвы, а 1 415 человек не указали владеют ли они испанским.

## Экономика
По статистическим данным 2000 года, работоспособное население занято по секторам экономики в следующих пропорциях:
- торговля, сферы услуг и туризма — 70,6 %;
- производство и строительство — 26,1 %;
- сельское хозяйство и скотоводство — 1,6 %;
- безработные — 1,7 %.

## Инфраструктура
В муниципалитете расположен международный аэропорт Мануэль-Крессенсио-Рехон.
По статистическим данным 2010 года, инфраструктура развита следующим образом:
- протяжённость дорог: 344,6 км;
- электрификация: 98,3 %;
- водоснабжение: 97,5 %;
- водоотведение: 94,3 %.

## Достопримечательности
В муниципалитете можно посетить множество объектов с уникальной архитектурой колониального периода, периода независимости, а также строения начала XX века. Также здесь есть несколько музеев и монументов.

## Фотографии

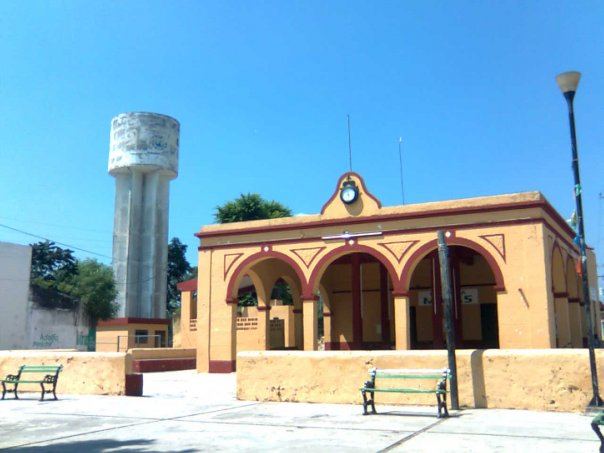
Комиссариат в Моласе
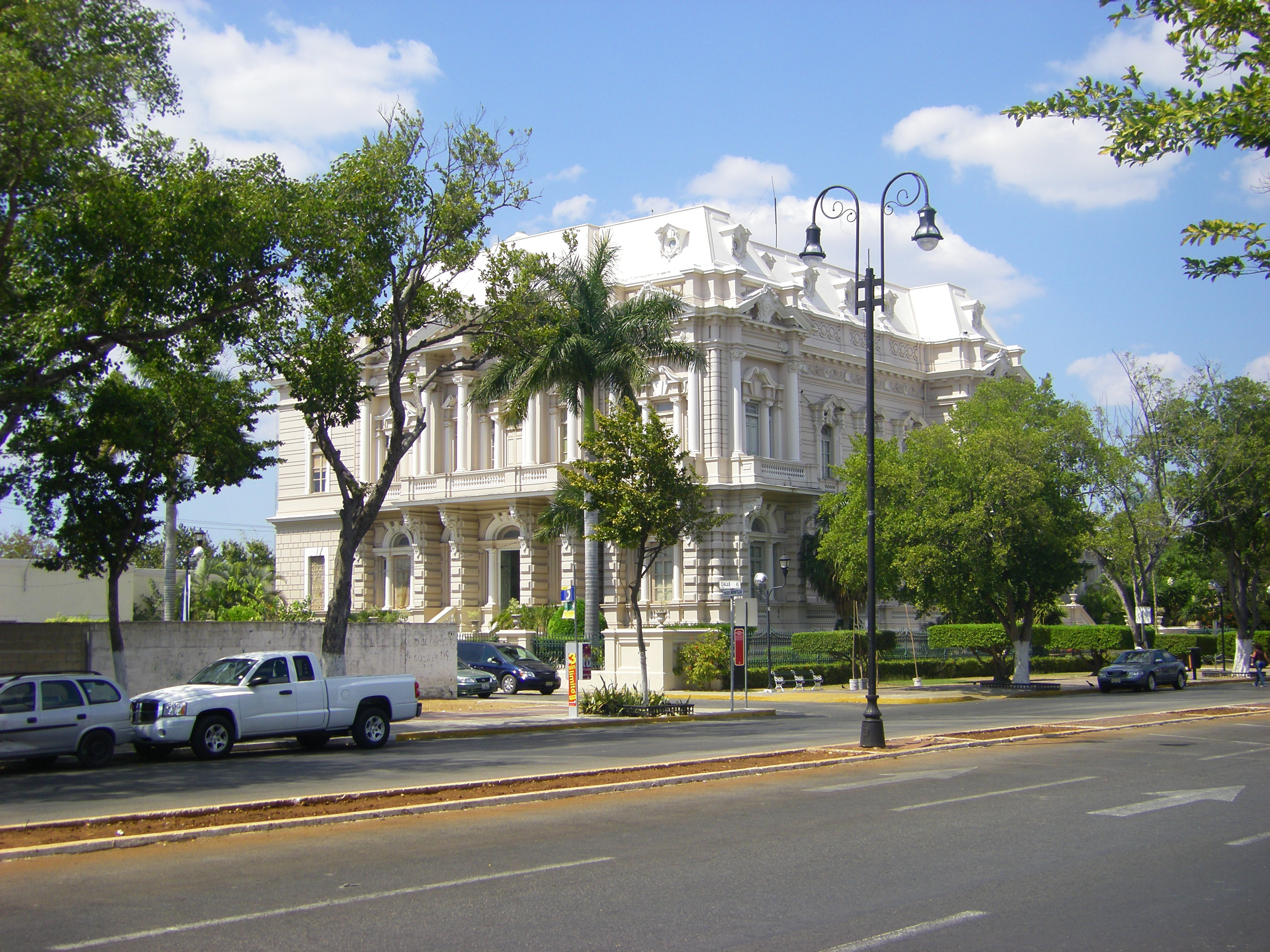
Антропологический музей в Мериде
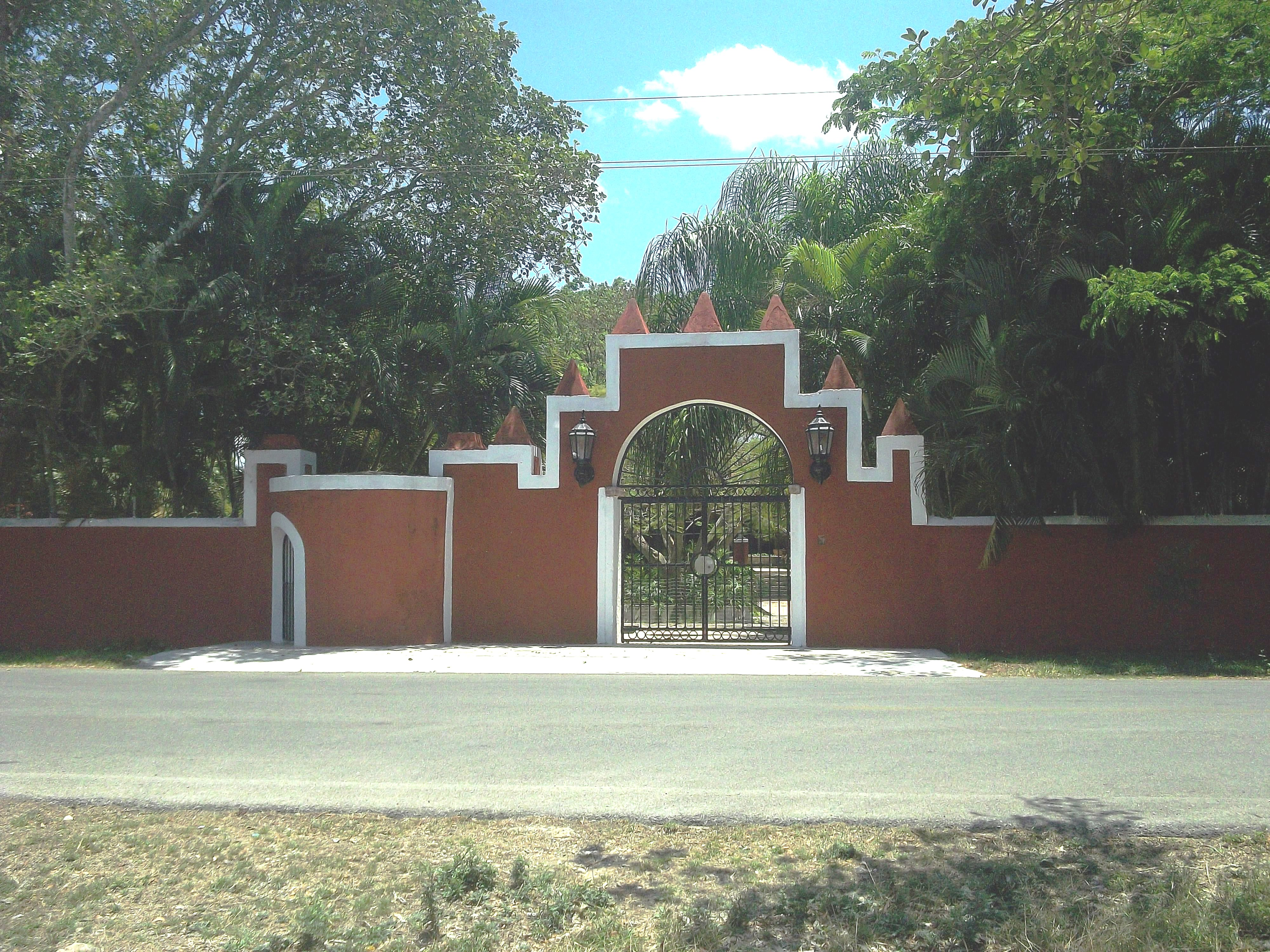
Бывшая асьенда Сан-Антонио-Чунтуак